# Novoland: Castle in the Sky 2
Novoland: The Castle in the Sky 2 (chino: 九州·天空城 2, pinyin: Jiu Zhou Tian Kong Cheng 2), es una serie de televisión china transmitida desde el 20 de marzo de 2020 hasta el final de la serie el 9 de abril del mismo año por Tencent Video.
La serie es la secuela de la serie china Novoland: The Castle in the Sky, transmitida en 2016.
Sigue una historia de amor entre el mago más grande de Lanzhou y la princesa de la tribu Yu.

## Sinopsis
Cuando Feng Ruche nació, sólo una gota de sangre de Xue Jingkong era lo único que podía salvarla de una muerte determinada creada por el dios de las flores. A partir de ese momento, el destino de estos dos individuos estará unido para siempre.
Años más tarde, con el Emperador muerto, la posición de poder del país actualmente pende de un hilo, debido a que las diversas facciones compiten por el poder, quienes al enterarse de que la primera mitad de la profecía se ha cumplido, después de que las alas doradas de Ruche surgieran repentinamente el día en que cumple dieciocho años, comienzan una carrera contra el tiempo para ser los primeros en asegurar a la única hija con alas doradas del Emperador Feng Tianyi y así obtener una gran influencia política y gobernar.
Ruche debe luchas por mantenerse con vida y recuperar el reino de su padre, y en el proceso se enamora de Xue Jingkong.

## Reparto

### Personajes principales
| Actor               | Personaje    | N.º de episodios | Notas |
| ------------------- | ------------ | ---------------- | --- |
| Wang Yuwen          | Feng Ruche   | 34               | Es la Princesa y próxima Emperatriz de la tribu Yu, así como la hija del Emperador Feng Tianyi y Yi Fuling. Cuando nació, una gota de la sangre de Xue Jingkong la salva de una muerte determinada y orquestada por el dios de las flores. |
| Jeremy Tsui         | Xue Jingkong | 34               | Es el mago más grande y distinguido de las grandes llanuras de Lanzhou. A pesar de ser un hombre místico y cariñoso, no demuestra sus emociones. Cuando conoce a Feng Ruche se enamora de ella.                                            |
| Wang Ziqi (王子奇)  | Yun Muyang   | -                | Es el general de las tropas "Silver Wings" y el hermano de Xue Jingkong. Aunque al inicio está enamorado de Du Qianyin, cuando descubre sus crímenes, se vuelve su enemigo.                                                                |
| Chai Ge (柴格)      | Fang Qimo    | -                | Es un humano y miembro de las tropas "Silver Wings" en entrenamiento, que admira a Feng Ruche. |
| Li Daikun (李岱昆)  | Bai Dangdang | -                | Es un miembro y más tarde general de las tropas del ejército de Mu, así como el subordinado y amigo de confianza de Feng Ruche. |
| Dai Wenwen (代文雯) | Du Qianyin   | -                | Es la dama de Wu Ji Chang y la hija adoptiva de Madame Xuan Ji. Es una mujer ambiciosa que está dispuesta a hacer lo que sea incluso matar y mentir, con tal de obtener el poder y todo lo que desea. Está enamorada de Yun Muyang.        |
| Li Muchen (李沐宸)  | Lian Yi      | -                | Es una humana y la asistente general de las tropas "Silver Wings". Es la subordinada y hermana de armas de Yun Muyang, de quien está enamorada. Más tarde es asesinada mientras intentaba detener a Du Qianyin.                            |

### Personajes secundarios

#### Sky Castle
| Actor                   | Personaje      | N.º de episodios | Notas |
| ----------------------- | -------------- | ---------------- | --- |
| Zhao Jian (王子铭)      | Feng Ren       | -                | Es el tío de Feng Tianyi y el regente de la Tribu Yu. |
| Xie Haibo (谢海波)      | Yu Guozong     | -                | Es el Príncipe Lord, un hombre que intenta controlar a Feng Ruche y convertirla en su marioneta.                                                                                      |
| Tian Zhong (田重)       | Wei Yuanting   | -                | Es el preceptor estatal. |
| Liang Youlin (梁又琳)   | Madame Xuan Ji | -                | Es una asesora real, quien está dispuesta a destruir a Feng Ruche para obtener el poder. Xuan Ji es la responsable de dar la orden para cortarle las alas a Ruche e intentar matarla. |
| Yu Ziyang (郁子阳)      | Pei Jing       | -                | Es un general de las tropas del ejército de Mu. |
| Chen Baoguo (陈宝国)    | Lu Renbing     | -                | Es un miembro de las tropas del ejército de Mu, quien en secreto recopila inteligencia para Yun Muyang.                                                                               |
| Wang Yuzheng (王羽铮)   | Wei Zhao       | -                | Es el hijo de Wei Yuanting. |
| Zhang Xiaoping (张小平) | Kong Sang      | -                | Es un maestro y sacerdote del castillo del cielo. |
| Lu Jin (橹进)           | Madame Xue     | -                | Es la jefa de las asistentes del castillo. |
| Li Ziying (李紫莹)      | Xiao Qiao      | -                | Es la asistente personal de Feng Ruche. |
| Zhao He (赵赫)          | Yang Dua       | -                | Es un ministro que se niega a aumentar los impuestos, más tarde es arrestado por las facciones políticas que están confabulando para obtener el control.                              |

### Otros personajes
| Actor                  | Personaje    | N.º de episodios | Notas |
| ---------------------- | ------------ | ---------------- | --- |
| Xin Yanyu (辛延禹)     | Xu Yu        | -                | Es una sombra misteriosa, que quiere matar a Xue Jingkong. |
| Xu Xiaonuo (许晓诺)    | Lin Yuecong  | -                | |
| A Nan (阿楠)           | Xing Shangli | -                | Es el maestro del pabellón Xing Chen. |
| Wang Jialin (王驾麟)   | Qi Zhenxian  | -                | Es el maestro de Yun Muyang. Más tarde es asesinado por Du Qianyin. |
| Wang Ziming (王子铭)   | Muqi Yuanwen | -                | |
| Sun Liangjun (孙良君)  | Chang An     | -                | |
| Yin Chendi (尹晨迪)    | Ma Jian      | -                | |
| Li Xiaotian (李晓恬)   | Qin Fang     | -                | |
| Tao Hui (陶辉)         | Qiao Da      | -                | |
| Wang Yaoqi (王耀崎)    | Qiao Er      | -                | |
| Du Ziyang (杜子阳)     | Wang Li      | -                | |
| Lu Yingna (吕莹娜)     | Wen Wen      | -                | |
| Jiang Yingzi (江樱子)  | Zi Juan      | -                | |
| Ding He (丁贺)         | Fu Ying      | -                | |
| Zhang Haifeng (张海峰) | Xiao Tian    | -                | |
| Wu Lihua (吴利华)      | -            | -                | Es un médico. |
| Jia Si Te (贾司特)     | Pei Huan     | -                | |
| Hou Jue (侯觉)         | Xiao Tang    | -                | |
| -                      | Shao Wu      | -                | El hada de las flores, celosa por no poder estar con Pian Yu (el hombre que ama), jura matar a Feng Ruche, la pequeña hija de Feng Tianyi y Yi Fuling, sin embargo Xue Jingkong la encuentra y la rescata. |

## Episodios
La serie está conformada por 34 episodios, emitiendo 2 episodios cada jueves a sábados y para los vip 6 episodios (por adelantado). A partir del 2 de abril del 2020 se pudieron ver más episodios con paga.

## Música
El OST de la serie está conformada por 14 canciones.

## Producción
La serie también es conocida como "Novoland: Indiscernible Record".
Fue dirigida por Zhao Jindao (赵锦焘), Zhang Jinqing (张进庆) y Min Guohui (闵国辉), quien contó con el apoyo de los guionistas Lin Weirui (林葳蕤), Yang Zhili (杨之立) y You You (优优).
Mientras que la producción estuvo a cargo de Fang Fang (方芳), Li Eryun (李尔云), Fan Peipei (樊斐斐) y Huang Xingdan (黄星担).
La serie comenzó sus filmaciones el 17 de octubre del 2018, las cuales finalizaron el 7 de diciembre del mismo año.
La serie también contó con el apoyo de las compañías de producción "Tencent Penguin Pictures", "Canling Fim & TV", "Shanghai Film Media Asia" y "Xingge Entertainment".